# Управление технологических оценок
Управление технологических оценок, Бюро оценки технологий, Бюро по оценке технологий (англ. Office of Technology Assessment) — орган Конгресса, существовавший с 1972 по 1995 годы. Целью Управления было предоставление конгрессменам и комитетам Конгресса авторитетного объективного анализа комплексных научно-технических вопросов. Оно было лидером в практиках и поощрении предоставления госуслуг инновационными путями, включая электронное издательство правительственных документов, став примером для копирования практик другими странами.
Принстонский университет хостит сайт наследия УТО, содержащий полную коллекцию его документов. Аналогичный архив создала Федерация американских учёных.
На данный момент в основном возрождение УТО поддерживается конгрессменами-демократами, а республиканцы наоборот против.